# Ning Zetao
Ning Zetao (宁泽涛S; Zhengzhou, 6 marzo 1993) è un ex nuotatore cinese.
Specializzato nelle brevi distanze dello stile libero, ai mondiali 2015 a Kazan' è diventato il primo nuotatore cinese a vincere la medaglia d'oro nei 100 m stile libero. Nel 2014 vinse quattro medaglie d'oro ai Giochi asiatici (50 m e 100 m sl e staffette 4x100m sl e 4x100m misti).
Nel 2011, appena diciottenne, fu squalificato per un anno per essere risultato positivo al clenbuterolo ad un test antidoping.

## Palmares
- Mondiali

Kazan' 2015: oro nei 100m sl.
- Giochi asiatici

Incheon 2014: oro nei 50m sl, nei 100m sl, nella 4x100m sl e nella 4x100m misti.